# 2011 în cinematografie
- 2010 în cinematografie — 2011 în cinematografie — 2012 în cinematografie

## Evenimente
- 28 ianuarie- 7 februarie: O amplă secțiune dedicată cinematografiei românești va fi prezentată în cadrul Festivalului Internațional de Film de la Göteborg, Suedia.
- La 5 februarie a avut loc prima ceremonie de acordare a premiilor cinematografice belgiene, Premiile Magritte.

## Premiere

### Ianuarie-Martie
| Premiera          | Premiera | Premiera | Titlu                               | Studio                                                 | Distribuție, producție | Ref.   |
| I A N U A R I E   |          |          |                                     |                                                        | |        |
| ----------------- | -------- | -------- | ----------------------------------- | ------------------------------------------------------ | --- | ------ |
| I A N U A R I E   | 7        | W        | Season of the Witch                 | Rogue Pictures                                         | Dominic Sena (regizor); Bragi Schut (scenarist); Nicolas Cage, Ron Perlman, Stephen Campbell Moore, Claire Foy, Stephen Graham, Christopher Lee | [ 1 ]  |
| I A N U A R I E   | 7        | W        | Country Strong                      | Screen Gems                                            | Shana Feste (regizor/scenarist); Gwyneth Paltrow, Tim McGraw, Leighton Meester, Garrett Hedlund | [ 2 ]  |
| I A N U A R I E   | 14       | W        | The Dilemma                         | Universal Pictures                                     | Ron Howard (regizor); Allan Loeb (scenarist); Vince Vaughn, Kevin James, Winona Ryder, Jennifer Connelly, Channing Tatum, Queen Latifah | [ 3 ]  |
| I A N U A R I E   | 14       | W        | The Green Hornet                    | Columbia Pictures                                      | Michel Gondry (regizor); Evan Goldberg, Seth Rogen (scenarist); Seth Rogen, Jay Chou, Cameron Diaz, Christoph Waltz | [ 4 ]  |
| I A N U A R I E   | 14       | L        | Barney's Version                    | Sony Pictures Classics                                 | Richard J. Lewis (regizor); Michael Konyves (scenarist); Paul Giamatti, Dustin Hoffman, Minnie Driver, Rosamund Pike, Rachelle Lefevre, Scott Speedman | [ 5 ]  |
| I A N U A R I E   | 14       | L        | The Heart Specialist                | Freestyle Releasing                                    | Dennis Cooper (regizor/scenarist); Zoe Saldana, Wood Harris, Method Man | [ 6 ]  |
| I A N U A R I E   | 21       | W        | No Strings Attached                 | Paramount Pictures                                     | Ivan Reitman (regizor); Elizabeth Meriwether (scenarist); Ashton Kutcher, Natalie Portman, Cary Elwes, Kevin Kline, Greta Gerwig | [ 7 ]  |
| I A N U A R I E   | 21       | W        | The Way Back                        | Newmarket Films                                        | Peter Weir (regizor/scenarist); Jim Sturgess, Colin Farrell, Ed Harris, Saoirse Ronan | [ 8 ]  |
| I A N U A R I E   | 21       | L        | The Company Men                     | The Weinstein Company                                  | John Wells (regizor/scenarist); Ben Affleck, Tommy Lee Jones, Chris Cooper, Kevin Costner, Maria Bello, Craig T. Nelson | [ 9 ]  |
| I A N U A R I E   | 28       | W        | The Mechanic                        | CBS Films                                              | Simon West (regizor); Richard Wenk, Lewis John Carlino (scenarist); Jason Statham, Ben Foster, Donald Sutherland, Tony Goldwyn | [ 10 ] |
| I A N U A R I E   | 28       | W        | The Rite                            | New Line Cinema                                        | Mikael Håfström (regizor); Michael Petroni (scenarist); Anthony Hopkins, Colin O'Donoghue, Alice Braga, Rutger Hauer, Ciarán Hinds, Toby Jones | [ 11 ] |
| I A N U A R I E   | 28       | L        | From Prada to Nada                  | Lionsgate                                              | Angel Gracia (regizor); Fina Torres, Luis Alfaro (scenarist); Camilla Belle, Alexa Vega, Adriana Barraza | [ 12 ] |
| F E B R U A R I E | 4        | W        | The Roommate                        | Screen Gems                                            | Christian E. Christiansen (regizor); Leighton Meester, Minka Kelly, Cam Gigandet, Alyson Michalka, Matt Lanter, Frances Fisher | [ 13 ] |
| F E B R U A R I E | 4        | W        | Sanctum                             | Universal Pictures                                     | Alister Grierson (regizor); Andrew Wight, John Garvin (scenarist); Richard Roxburgh, Rhys Wakefield, Ioan Gruffudd, Christopher Baker | [ 14 ] |
| F E B R U A R I E | 11       | W        | The Eagle                           | Focus Features                                         | Kevin MacDonald (regizor); Jeremy Brock (scenarist); Channing Tatum, Jamie Bell, Donald Sutherland, Mark Strong | [ 15 ] |
| F E B R U A R I E | 11       | W        | Gnomeo & Juliet                     | Touchstone Pictures                                    | Kelly Asbury (regizor); Rob Sprackling, John R. Smith, Kevin Cecil, Andy Riley, Mark Burton (scenarist); James McAvoy, Emily Blunt, Julie Walters, Richard Wilson, Jason Statham, Ashley Jensen, Michael Caine, Patrick Stewart, Matt Lucas, Stephen Merchant, Jim Cummings, Hulk Hogan | [ 16 ] |
| F E B R U A R I E | 11       | W        | Just Go with It                     | Columbia Pictures                                      | Dennis Dugan (regizor); Allan Loeb, Tim Dowling (scenarist); Adam Sandler, Jennifer Aniston, Nicole Kidman, Brooklyn Decker, Nick Swardson, Dave Matthews | [ 17 ] |
| F E B R U A R I E | 11       | W        | Justin Bieber: Never Say Never      | Paramount Pictures / MTV Films                         | Jon Chu (regizor); Justin Bieber, Usher, Jaden Smith | [ 18 ] |
| F E B R U A R I E | 11       | L        | Cedar Rapids                        | Fox Searchlight Pictures                               | Miguel Arteta (regizor); Phil Johnston (scenarist); Ed Helms, John C. Reilly, Anne Heche, Sigourney Weaver, Isiah Whitlock, Jr. | [ 19 ] |
| F E B R U A R I E | 18       | W        | Big Mommas: Like Father, Like Son   | 20th Century Fox                                       | John Whitesell (regizor); Matthew Fogel, Randi Mayem Singer (scenarist); Martin Lawrence, Brandon T. Jackson, Jessica Lucas, Faizon Love, Portia Doubleday, Michelle Ang | [ 20 ] |
| F E B R U A R I E | 18       | W        | I Am Number Four                    | Touchstone Pictures / DreamWorks Pictures              | D. J. Caruso (regizor); Al Gough, Miles Millar (scenarist); Alex Pettyfer, Timothy Olyphant, Dianna Agron, Teresa Palmer, Kevin Durand, Jake Abel, Callan McAuliffe | [ 21 ] |
| F E B R U A R I E | 18       | W        | Unknown                             | Warner Bros.                                           | Jaume Collet-Serra (regizor); Oliver Butcher, Stephen Cornwell, Karl Gadjusek (scenarist); Liam Neeson, Diane Kruger, January Jones | [ 22 ] |
| F E B R U A R I E | 25       | W        | Drive Angry 3D                      | Summit Entertainment                                   | Patrick Lussier (regizor); Nicolas Cage, Amber Heard, David Morse | [ 23 ] |
| F E B R U A R I E | 25       | W        | Hall Pass                           | New Line Cinema                                        | Bobby Farrelly, Peter Farrelly (regizors/scenarist); Owen Wilson, Jason Sudeikis, Jenna Fischer, Christina Applegate, Alyssa Milano, Joy Behar, Stephen Merchant, J.B. Smoove, Richard Jenkins, Alexandra Daddario                                                                      | [ 24 ] |
| F E B R U A R I E | 25       | L        | The Grace Card                      | Samuel Goldwyn Films / GraceWorks Pictures             | David Evans (regizor); Louis Gossett, Jr., Michael Joiner, Michael Higgenbottom, Stephen Dervan | [ 25 ] |
| M A R T I E       | 4        | W        | The Adjustment Bureau               | Universal Pictures                                     | George Nolfi (regizor/scenarist); Matt Damon, Emily Blunt, Anthony Mackie, Terence Stamp, Shohreh Aghdashloo | [ 26 ] |
| M A R T I E       | 4        | W        | Beastly                             | CBS Films                                              | Daniel Barnz (regizor/scenarist); Alex Pettyfer, Vanessa Hudgens, Mary-Kate Olsen, Neil Patrick Harris, Peter Krause | [ 27 ] |
| M A R T I E       | 4        | W        | Rango                               | Paramount Pictures / Nickelodeon Movies                | Gore Verbinski (regizor); Johnny Depp, Abigail Breslin, Isla Fisher, Alfred Molina, Ray Winstone, Harry Dean Stanton, Ned Beatty, Alanna Ubach | [ 28 ] |
| M A R T I E       | 4        | W        | Take Me Home Tonight                | Rogue Pictures                                         | Michael Dowse (regizor); Jackie Filgo, Jeff Filgo (scenarist); Topher Grace, Teresa Palmer, Anna Faris, Michael Biehn, Dan Fogler, Michelle Trachtenberg | [ 29 ] |
| M A R T I E       | 4        | L        | I Saw the Devil                     | Magnet Releasing                                       | Kim Ji-woon (regizor); Choi Min-sik, Lee Byung-hun | [ 30 ] |
| M A R T I E       | 11       | W        | Battle: Los Angeles                 | Columbia Pictures                                      | Jonathan Liebesman (regizor); Aaron Eckhart, Michelle Rodriguez, Michael Pena, Bridget Moynahan, Adetokumboh M'Cormack | [ 31 ] |
| M A R T I E       | 11       | W        | Mars Needs Moms                     | Walt Disney Pictures                                   | Simon Wells (regizor); Seth Green, Seth Dusky, Elisabeth Harnois, Mindy Sterling, Dan Fogler, Joan Cusack | [ 32 ] |
| M A R T I E       | 11       | W        | Scufița roșie                       | Warner Bros.                                           | Catherine Hardwicke (regizor); Amanda Seyfried, Shiloh Fernandez, Max Irons, Julie Christie, Gary Oldman, Billy Burke, Virginia Madsen | [ 33 ] |
| M A R T I E       | 11       | L        | Anuvahood                           | Revolver Entertainment                                 | Adam Deacon | [ 34 ] |
| M A R T I E       | 11       | L        | Jane Eyre                           | Focus Features                                         | Cary Fukunaga (regizor); Mia Wasikowska, Michael Fassbender, Jamie Bell, Judi Dench, Imogen Poots, Sally Hawkins, Simon McBurney | [ 35 ] |
| M A R T I E       | 11       | L        | Kill the Irishman                   | Anchor Bay Entertainment                               | Jonathan Hensleigh (regizor); Ray Stevenson, Val Kilmer, Christopher Walken, Vincent D'Onofrio | [ 36 ] |
| M A R T I E       | 18       | W        | Limitless                           | Rogue Pictures                                         | Neil Burger (regizor); Leslie Dixon (scenarist); Bradley Cooper, Robert De Niro, Abbie Cornish, Anna Friel, Johnny Whitworth | [ 37 ] |
| M A R T I E       | 18       | W        | The Lincoln Lawyer                  | Lionsgate                                              | Brad Furman (regizor); John Romano (scenarist); Matthew McConaughey, Ryan Phillipe, Marisa Tomei, Josh Lucas, John Leguizamo, Michael Pena, William H. Macy, Trace Adkins | [ 38 ] |
| M A R T I E       | 18       | W        | Paul                                | Universal Pictures                                     | Greg Mottola (regizor); Nick Frost, Simon Pegg (scenarist); Nick Frost, Simon Pegg, Seth Rogen, Bill Hader, Kristen Wiig, Jason Bateman, Sigourney Weaver, Jane Lynch, Jeffrey Tambor                                                                                                   | [ 39 ] |
| M A R T I E       | 18       | L        | Win Win                             | Fox Searchlight Pictures                               | Thomas McCarthy (regizor/scenarist); Paul Giamatti, Amy Ryan, Bobby Cannavale, Melanie Lynskey, Burt Young, Jeffrey Tambor, Alex Shafer | [ 40 ] |
| M A R T I E       | 25       | W        | Diary of a Wimpy Kid: Rodrick Rules | 20th Century Fox                                       | David Bowers (regizor); Jeff Filgo, Jackie Filgo, Jeff Judah, Gabe Sachs (scenarist); Zachary Gordon, Robert Capron, Rachael Harris, Devon Bostick, Peyton R. List, Steve Zahn | [ 41 ] |
| M A R T I E       | 25       | W        | Sucker Punch                        | Warner Bros.                                           | Zack Snyder (regizor); Emily Browning, Abbie Cornish, Jamie Chung, Jena Malone, Vanessa Hudgens, Carla Gugino, Scott Glenn, Jon Hamm, Oscar Isaac | [ 42 ] |
| M A R T I E       | 25       | L        | Chalet Girl                         | Paramount Pictures                                     | Phil Traill (regizor); Felicity Jones, Ed Westwick, Sophia Bush, Brooke Shields, Tamsin Egerton, Bill Bailey, Bill Nighy | [ 43 ] |
| M A R T I E       | 25       | L        | The 5th Quarter                     | 5th Quarter / Park Entertainment                       | Rick Bieber (regizor/scenarist); Ryan Merriman, Aidan Quinn, Andie MacDowell | [ 44 ] |
| M A R T I E       | 25       | L        | Hobo with a Shotgun                 | Rhombus Media/Whizbang Films Inc./Yer Dead Productions | Jason Eisener (regizor); John Davies (scenarist); Rutger Hauer, Gregory Smith, Brian Downey | [ 45 ] |

### Aprilie–Iunie
| Premiera      | Premiera | Premiera | Titlu                                       | Studio                                          | Distribuție, producție | Ref.   |
| ------------- | -------- | -------- | ------------------------------------------- | ----------------------------------------------- | --- | ------ |
| A P R I L I E | 1        | W        | Hop                                         | Universal Pictures / Illumination Entertainment | Tim Hill (regizor); Cinco Paul, Ken Daurio, Brian Lynch (scenarist); Russell Brand, James Marsden, Kaley Cuoco, Elizabeth Perkins, Hank Azaria, Gary Cole, David Hasselhoff, Chelsea Handler, Hugh Laurie | [ 46 ] |
| A P R I L I E | 1        | W        | Insidious                                   | FilmDistrict                                    | James Wan (regizor); Leigh Whannell (scenarist); Patrick Wilson, Rose Byrne, Barbara Hershey, Ty Simpkins | [ 47 ] |
| A P R I L I E | 1        | W        | Source Code                                 | Summit Entertainment                            | Duncan Jones (regizor); Ben Ripley (scenarist); Jake Gyllenhaal, Michelle Monaghan, Vera Farmiga, Jeffrey Wright | [ 48 ] |
| A P R I L I E | 1        | L        | Queen to Play                               | StudioCanal                                     | Caroline Bottaro (regizor/scenarist); Kevin Kline, Sandrine Bonnaire, Jennifer Beals | [ 49 ] |
| A P R I L I E | 1        | R        | The King's Speech                           | The Weinstein Company                           | Tom Hooper (regizor); David Seidler (scenarist); Colin Firth, Geoffrey Rush, Helena Bonham Carter, Guy Pearce, Derek Jacobi, Timothy Spall, Michael Gambon, Jennifer Ehle, Anthony Andrews, Claire Bloom | [ 50 ] |
| A P R I L I E | 8        | W        | Arthur                                      | Warner Bros.                                    | Jason Winer (regizor); Russell Brand, Peter Baynham (scenarist); Russell Brand, Helen Mirren, Jennifer Garner, Luis Guzman, Greta Gerwig, Nick Nolte | [ 51 ] |
| A P R I L I E | 8        | W        | Hanna                                       | Focus Features                                  | Joe Wright (regizor); Seth Lochhead, David Farr (scenarist); Saoirse Ronan, Cate Blanchett, Eric Bana, Jason Flemyng, Olivia Williams | [ 52 ] |
| A P R I L I E | 8        | W        | Soul Surfer                                 | TriStar Pictures / FilmDistrict                 | Sean McNamara (regizor); Sean McNamara, Michael Berk, Douglas Schwartz (scenarist); Dennis Quaid, AnnaSophia Robb, Helen Hunt, Carrie Underwood | [ 53 ] |
| A P R I L I E | 8        | W        | Your Highness                               | Universal Pictures                              | David Gordon Green (regizor); Danny R. McBride, James Franco, Natalie Portman, Zooey Deschanel, Justin Theroux | [ 54 ] |
| A P R I L I E | 8        | L        | American: The Bill Hicks Story              | Variance Films                                  | Matt Harlock, Paul Thomas (regizors) | [ 55 ] |
| A P R I L I E | 8        | L        | Born to be Wild                             | Warner Bros.                                    | David Lickley (regizor); Morgan Freeman | [ 56 ] |
| A P R I L I E | 15       | W        | The Conspirator                             | Roadside Attractions                            | Robert Redford (regizor); James Solomon (scenarist); James McAvoy, Robin Wright, Justin Long, Tom Wilkinson, Evan Rachel Wood, Kevin Kline, Alexis Bledel, Danny Huston, Johnny Simmons, Stephen Root | [ 57 ] |
| A P R I L I E | 15       | W        | Rio                                         | 20th Century Fox / Blue Sky Studios             | Carlos Saldanha (regizor); Don Rhymer (scenarist); Jesse Eisenberg, Anne Hathaway, George Lopez, Tracy Morgan, Jemaine Clement, Leslie Mann, Will.i.am, Jamie Foxx | [ 58 ] |
| A P R I L I E | 15       | W        | Scream 4                                    | Dimension Films                                 | Wes Craven (regizor); Kevin Williamson (scenarist); Neve Campbell, Courteney Cox, David Arquette, Emma Roberts, Nico Tortorella, Hayden Panettiere, Rory Culkin, Marielle Jaffe, Mary McDonnell, Erik Knudsen, Anna Paquin, Kristen Bell, Anthony Anderson, Marley Shelton, Adam Brody, Alison Brie, Brittany Robertson, Aimee Teegarden | [ 59 ] |
| A P R I L I E | 15       | L        | Atlas Shrugged: Part I                      | Rocky Mountain Pictures                         | Paul Johansson (regizor); Brian Patrick O'Toole (scenarist); Taylor Schilling, Grant Bowler | [ 60 ] |
| A P R I L I E | 22       | W        | African Cats                                | Disneynature                                    | Alastair Fothergill, Keith Scholey (regizors); Samuel L. Jackson | [ 61 ] |
| A P R I L I E | 22       | W        | Tyler Perry's Madea's Big Happy Family      | Lionsgate                                       | Tyler Perry (regizor/scenarist); Tyler Perry, Loretta Devine, Bow Wow, Lauren London, Isaiah Mustafa | [ 62 ] |
| A P R I L I E | 22       | W        | Water for Elephants                         | 20th Century Fox                                | Francis Lawrence (regizor); Richard LaGravenese (scenarist); Robert Pattinson, Reese Witherspoon, Christoph Waltz | [ 63 ] |
| A P R I L I E | 22       | L        | The Greatest Movie Ever Sold                | Sony Pictures Classics                          | Morgan Spurlock (regizor) | [ 64 ] |
| A P R I L I E | 22       | L        | When Harry Tries to Marry                   | 108 Production                                  | Nayan Padrai (regizor), Rahul Rai, Stephanie Estes | [ 65 ] |
| A P R I L I E | 29       | W        | Dylan Dog: Dead of Night                    | Freestyle Releasing                             | Kevin Munroe (regizor); Joshua Oppenheimer, Thomas Dean Donnelly (scenarist); Brandon Routh, Taye Diggs, Sam Huntington, Anita Briem | [ 66 ] |
| A P R I L I E | 29       | W        | Fast Five                                   | Universal Pictures                              | Justin Lin (regizor); Vin Diesel, Paul Walker, Jordana Brewster, Dwayne Johnson, Tyrese Gibson, Chris Bridges, Sung Kang, Gal Gadot, Matt Schulze, Tego Calderón, Don Omar, Elsa Pataky, Joaquim de Almeida, Eva Mendez, Michelle Rodriguez | [ 67 ] |
| A P R I L I E | 29       | W        | Hoodwinked Too! Hood vs. Evil               | The Weinstein Company                           | Michael D'Isa-Hogan (regizor); Cory Edwards, Todd Edwards, Tony Leech (scenarist); Hayden Panettiere, Glenn Close, Patrick Warburton, Andy Dick, Cory Edwards, Martin Short, David Ogden Stiers, Bill Hader, Amy Poehler, Joan Cusack | [ 68 ] |
| A P R I L I E | 29       | W        | Prom                                        | Walt Disney Pictures                            | Joe Nussbaum (regizor); Katie Wech (scenarist); Danielle Campbell, Aimee Teegarden, Nicholas Braun, Thomas McDonnell | [ 69 ] |
| M A I         | 6        | W        | Jumping the Broom                           | TriStar Pictures                                | Salim Akil (regizor); Arlene Gibbs, Elizabeth Hunter (scenarist); Angela Bassett, Mike Epps, Paula Patton, Laz Alonso, Meagan Good, Loretta Devine | [ 70 ] |
| M A I         | 6        | W        | Something Borrowed                          | Warner Bros.                                    | Luke Greenfield (regizor); Ginnifer Goodwin, Kate Hudson, John Krasinski, Colin Egglesfield, Steve Howey | [ 71 ] |
| M A I         | 6        | W        | Thor                                        | Paramount Pictures / Marvel Studios             | Kenneth Branagh (regizor); Mark Protosevich (scenarist); Chris Hemsworth, Tom Hiddleston, Natalie Portman, Anthony Hopkins, Stellan Skarsgård, Jaimie Alexander, Colm Feore, Joshua Dallas, Tadanobu Asano, Ray Stevenson, Idris Elba, Rene Russo, Kat Dennings, Samuel L. Jackson, Jeremy Renner | [ 72 ] |
| M A I         | 6        | L        | The Beaver                                  | Summit Entertainment                            | Jodie Foster (regizor); Kyle Killen (scenarist); Mel Gibson, Jodie Foster, Anton Yelchin, Jennifer Lawrence, Riley Thomas Stewart | [ 73 ] |
| M A I         | 13       | W        | Bridesmaids                                 | Universal Pictures                              | Paul Feig (regizor); Kristen Wiig, Jon Hamm, Maya Rudolph, Rose Byrne, Matt Lucas, Chris O'Dowd, Melissa McCarthy, Ellie Kemper | [ 74 ] |
| M A I         | 13       | W        | Priest                                      | Screen Gems                                     | Scott Stewart (regizor); Paul Bettany, Cam Gigandet, Lily Collins, Karl Urban, Maggie Q, Stephen Moyer, Christopher Plummer | [ 75 ] |
| M A I         | 20       | W        | Pirates of the Caribbean: On Stranger Tides | Walt Disney Pictures                            | Rob Marshall (regizor); Johnny Depp, Geoffrey Rush, Ian McShane, Penélope Cruz, Kevin McNally, Stephen Graham, Sam Claflin, Astrid Bergès-Frisbey, Richard Griffiths, Keith Richards | [ 76 ] |
| M A I         | 20       | L        | Midnight in Paris ‡                         | Sony Pictures Classics                          | Woody Allen (regizor); Owen Wilson, Rachel McAdams, Kathy Bates, Adrien Brody | [ 77 ] |
| M A I         | 26       | W        | The Hangover Part II                        | Warner Bros.                                    | Todd Phillips (regizor/scenarist); Scot Armstrong, Craig Mazin (scenarist); Bradley Cooper, Ed Helms, Zach Galifianakis, Justin Bartha, Jeffrey Tambor, Ken Jeong, Mike Tyson, Bryan Callen, Jamie Chung, Nick Cassavetes | [ 78 ] |
| M A I         | 26       | W        | Kung Fu Panda 2                             | Paramount Pictures / DreamWorks Animation       | Jennifer Yuh Nelson (regizor); Jack Black, Angelina Jolie, Dustin Hoffman, Jackie Chan, Seth Rogen, Lucy Liu, David Cross, Gary Oldman, Michelle Yeoh | [ 79 ] |
| M A I         | 27       | L        | The Tree of Life                            | Fox Searchlight Pictures                        | Terrence Malick (regizor/scenarist); Brad Pitt, Sean Penn, Jessica Chastain, Fiona Shaw, Joanna Going, Hunter McCracken | [ 80 ] |
| I U N I E     | 3        | W        | X-Men: First Class                          | 20th Century Fox / Marvel Studios               | Matthew Vaughn (regizor); James McAvoy, Michael Fassbender, Kevin Bacon, Rose Byrne, January Jones, Nicholas Hoult, Jennifer Lawrence, Oliver Platt, Zoë Kravitz, Caleb Landry Jones, Lucas Till, Edi Gathegi, Jason Flemyng, Bill Milner, Morgan Lily | [ 81 ] |
| I U N I E     | 3        | L        | Beginners                                   | Focus Features                                  | Mike Mills (regizor/scenarist); Ewan McGregor, Christopher Plummer, Mélanie Laurent, Goran Višnjić | [ 82 ] |
| I U N I E     | 3        | L        | The Lion of Judah                           | Animated Family Films                           | Deryck Broom, Roger Hawkins (regizors); Brent Dawes (scenarist);Michael Madsen, Ernest Borgnine, Scott Eastwood | [ 83 ] |
| I U N I E     | 10       | W        | Judy Moody and the Not Bummer Summer        | Relativity Media                                | John Schultz (regizor); Kathy Waugh, Megan McDonald (scenarist); Jordana Beatty, Heather Graham, Parris Mosteller | [ 84 ] |
| I U N I E     | 10       | W        | Super 8                                     | Paramount Pictures / Bad Robot                  | J. J. Abrams (regizor/scenarist); Joel Courtney, Elle Fanning, Kyle Chandler, Gabriel Basso, Noah Emmerich, Ron Eldard, Riley Griffiths, Ryan Lee, Zach Mills | [ 85 ] |
| I U N I E     | 17       | W        | The Art of Getting By                       | Fox Searchlight Pictures                        | Gavin Wiesen (regizor/scenarist); Freddie Highmore, Emma Roberts, Alicia Silverstone, Elizabeth Reaser, Blair Underwood, Rita Wilson, Michael Angarano | [ 86 ] |
| I U N I E     | 17       | W        | Green Lantern                               | Warner Bros.                                    | Martin Campbell (regizor); Greg Berlanti, Michael Green, Marc Guggenheim, Michael Goldenberg (scenarist); Ryan Reynolds, Blake Lively, Peter Sarsgaard, Mark Strong, Tim Robbins, Geoffrey Rush, Angela Bassett, Temuera Morrison, Jay O. Sanders, Taika Waititi, Jon Tenney, Michael Clarke Duncan, Clancy Brown | [ 87 ] |
| I U N I E     | 17       | W        | Mr. Popper's Penguins                       | 20th Century Fox                                | Mark Waters (regizor); Sean Anders, John Morris (scenarist); Jim Carrey, Carla Gugino, Philip Baker Hall, Angela Lansbury, Ophelia Lovibond, James Tupper, Clark Gregg, David Krumholtz, Andrew Stewart-Jones | [ 88 ] |
| I U N I E     | 24       | W        | Bad Teacher                                 | Columbia Pictures                               | Jake Kasdan (regizor); Lee Eisenberg, Gene Stupnitsky (scenarist); Cameron Diaz, Jason Segel, Justin Timberlake, Lucy Punch, John Michael Higgins, Phyllis Smith, Thomas Lennon, Eric Stonestreet | [ 89 ] |
| I U N I E     | 24       | W        | Cars 2                                      | Walt Disney Pictures / Pixar Animation Studios  | John Lasseter, Brad Lewis (regizors); Ben Queen (scenarist); Owen Wilson, Larry the Cable Guy, Tony Shalhoub, Guido Quaroni, Paul Dooley, John Ratzenberger, Bonnie Hunt, Cheech Marin, Jenifer Lewis, Michael Wallis, Lloyd Sherr, Katherine Helmond, Michael Caine, Emily Mortimer, Jason Isaacs, Thomas Kretschmann, Joe Mantegna, Peter Jacobson, John Turturro, Franco Nero, Vanessa Redgrave, Michel Michelis, Eddie Izzard, Bruce Campbell, Lewis Hamilton, Darrell Waltrip, David Hobbs, Jeff Gordon                                                  | [ 90 ] |
| I U N I E     | 29       | W        | Transformers: Dark of the Moon              | Paramount Pictures                              | Michael Bay (regizor); Ehren Kruger (scenarist); Shia LaBeouf, Rosie Huntington-Whiteley, John Turturro, Kevin Dunn, Julie White, Frances McDormand, John Malkovich, Tyrese Gibson, Patrick Dempsey, Josh Duhamel, Alan Tudyk, Buzz Aldrin, Ken Jeong, Glenn Morshower, Lester Speight, Iqbal Theba, Keiko Angea Voices of Peter Cullen, Hugo Weaving, Charlie Adler, Robert Foxworth, Jess Harnell, Reno Wilson, Frank Welker, Tom Kenny, Leonard Nimoy, John DiMaggio, James Remar, Keith Szarabajka, Ron Bottitta, George Coe, Francesco Quinn, Greg Berg, | [ 91 ] |

### Iulie–Septembrie
| Premiera            | Premiera | Premiera | Titlu                                         | Studio                                                        | Distribuție, producție | Ref.    |
| ------------------- | -------- | -------- | --------------------------------------------- | ------------------------------------------------------------- | --- | ------- |
| I U L I E           | 1        | W        | Larry Crowne                                  | Universal Pictures                                            | Tom Hanks (regizor/scenarist); Nia Vardalos (scenarist); Tom Hanks, Julia Roberts, Bryan Cranston, Taraji P. Henson, Cedric the Entertainer, Gugu Mbatha Raw, Wilmer Valderrama, Pam Grier, Rami Malek, George Takei, Maria Canals Barrera, Grace Gummer, Rita Wilson, Jon Seda | [ 92 ]  |
| I U L I E           | 1        | W        | Monte Carlo                                   | 20th Century Fox                                              | Tom Bezucha (regizor); Tom Bezucha, Maria Maggenti, April Blair (scenarist); Selena Gomez, Leighton Meester, Katie Cassidy, Andie MacDowell | [ 93 ]  |
| I U L I E           | 1        | L        | The Perfect Host                              | Magnolia Pictures                                             | Nick Tomnay (regizor/scenarist); David Hyde Pierce, Clayne Crawford, Nathaniel Parker | [ 94 ]  |
| I U L I E           | 8        | W        | Horrible Bosses                               | New Line Cinema                                               | Seth Gordon (regizor); Michael Markowitz, John Francis Daley, Jonathan Goldstein (scenarist); Jason Bateman, Charlie Day, Jason Sudeikis, Jamie Foxx, Jennifer Aniston, Kevin Spacey, Colin Farrell, Donald Sutherland, Julie Bowen | [ 95 ]  |
| I U L I E           | 8        | W        | Zookeeper                                     | Columbia Pictures / MGM                                       | Frank Coraci (regizor); Jay Sherick, David Ronn (scenarist); Kevin James, Rosario Dawson, Leslie Bibb, Adam Sandler, Cher, Jon Favreau, Sylvester Stallone, Joe Rogen, Ken Jeong, Nick Nolte, Judd Apatow, Maya Rudolph, Faizon Love | [ 96 ]  |
| I U L I E           | 15       | W        | Harry Potter and the Deathly Hallows – Part 2 | Warner Bros. Pictures                                         | David Yates (regizor); Steve Kloves (scenarist); Daniel Radcliffe, Rupert Grint, Emma Watson, Helena Bonham Carter, Jim Broadbent, Robbie Coltrane, Ralph Fiennes, Michael Gambon, Ciarán Hinds, John Hurt, Jason Isaacs, Gary Oldman, Alan Rickman, Maggie Smith, David Thewlis, Emma Thompson, Julie Walters, David Bradley, Warwick Davis, Tom Felton, Gemma Jones, Dave Legeno, Matthew Lewis, Kelly Macdonald, Miriam Margolyes, Helen McCrory, Nick Moran, Peter Mullan, Clémence Poésy, Natalia Tena, Mark Williams, Bonnie Wright, Evanna Lynch, George Harris, Domhnall Gleeson, James Phelps, Oliver Phelps, Sean Biggerstaff, Chris Rankin, Katie Leung | [ 97 ]  |
| I U L I E           | 15       | W        | Winnie the Pooh                               | Walt Disney Pictures                                          | Stephen J. Anderson, Don Hall (regizors); Jim Cummings, Tom Kenny, Craig Ferguson, Travis Oates, Bud Luckey, John Cleese | [ 98 ]  |
| I U L I E           | 15       | L        | Snow Flower and the Secret Fan                | Fox Searchlight Pictures                                      | Wayne Wang (regizor); Li Bingbing, Jun Ji-hyun, Hugh Jackman | [ 99 ]  |
| I U L I E           | 22       | W        | Captain America: The First Avenger            | Paramount Pictures / Marvel Studios                           | Joe Johnston (regizor); Christopher Markus, Stephen McFeely (scenarist); Chris Evans, Hayley Atwell, Hugo Weaving, Samuel L. Jackson, Sebastian Stan, Toby Jones, Dominic Cooper, Tommy Lee Jones, Neal McDonough, Stanley Tucci, Derek Luke | [ 100 ] |
| I U L I E           | 22       | W        | Friends with Benefits                         | Screen Gems                                                   | Will Gluck (regizor/scenarist); Harley Peyton, Keith Merryman, David Newman (scenarist); Justin Timberlake, Mila Kunis, Woody Harrelson, Patricia Clarkson, Richard Jenkins, Bryan Greenberg, Jenna Elfman | [ 101 ] |
| I U L I E           | 22       | L        | Horrid Henry the Movie                        | Vertigo Films                                                 | Nick Moore (regizor) Theo Stevenson, Mathew Horne, Richard E. Grant, Kimberly Walsh, Anjelica Houston, Prunella Scales, Jo Brand, Noel Fielding, Dick & Dom | [ 102 ] |
| I U L I E           | 29       | W        | Cowboys & Aliens                              | Universal Pictures / Paramount Pictures / DreamWorks Pictures | Jon Favreau (regizor); Roberto Orci, Alex Kurtzman, Damon Lindelof, Mark Fergus, Hawk Ostby (scenarist); Daniel Craig, Harrison Ford, Sam Rockwell, Olivia Wilde, Noah Ringer, Clancy Brown, Paul Dano, Keith Carradine, Adam Beach, Ana de la Reguera, Abigail Spencer | [ 103 ] |
| I U L I E           | 29       | W        | Crazy, Stupid, Love.                          | Warner Bros.                                                  | John Requa, Glenn Ficarra (regizors); Dan Fogelman (scenarist); Steve Carell, Julianne Moore, Ryan Gosling, Analeigh Tipton, Emma Stone, Marisa Tomei, Kevin Bacon, John Carroll Lynch, Jonah Bobo, Josh Groban, Liza Lapira, Joey King | [ 104 ] |
| I U L I E           | 29       | W        | The Smurfs                                    | Columbia Pictures/Sony Pictures Animation                     | Raja Gosnell (regizor); Neil Patrick Harris, Jayma Mays, Hank Azaria, Jonathan Winters, Katy Perry, Alan Cumming, George Lopez, Anton Yelchin, Fred Armisen | [ 105 ] |
| I U L I E           | 29       | L        | Attack the Block                              | Screen Gems                                                   | Joe Cornish (regizor/scenarist); John Boyega, Alex Esmail, Franz Drameh, Leeon Jones, Nick Frost | [ 106 ] |
| I U L I E           | 29       | L        | The Devil's Double                            | Lionsgate                                                     | Lee Tamahori (regizor); Michael Thomas (scenarist); Dominic Cooper, Philip Quast | [ 107 ] |
| A U G U S T         | 5        | W        | The Change-Up                                 | Universal Pictures                                            | David Dobkin (regizor); Ryan Reynolds, Jason Bateman, Leslie Mann, Olivia Wilde, TJ Hassan, Alan Arkin | [ 108 ] |
| A U G U S T         | 5        | W        | Rise of the Planet of the Apes                | 20th Century Fox                                              | Rupert Wyatt (regizor); Amanda Silver, Rick Jaffa (scenarist); James Franco, Freida Pinto, John Lithgow, Andy Serkis, Brian Cox, Tom Felton, David Oyelowo | [ 109 ] |
| A U G U S T         | 5        | L        | The Whistleblower                             | Samuel Goldwyn Films                                          | Larysa Kondracki (regizor); Larysa Kondracki, Eilis Kirwan (scenarist); Rachel Weisz, Vanessa Redgrave, David Strathairn, Monica Belluci | [ 110 ] |
| A U G U S T         | 10       | W        | The Help                                      | DreamWorks Pictures / Touchstone Pictures                     | Tate Taylor (regizor/scenarist); Emma Stone, Bryce Dallas Howard, Allison Janney, Viola Davis | [ 111 ] |
| A U G U S T         | 12       | W        | Final Destination 5                           | New Line Cinema                                               | Stephen Quale (regizor); Nicholas D'Agosto, Emma Bell, David Koechner, Miles Fisher, P. J. Byrne, Arlen Escarpeta, Meghan Ory, Tony Todd, Ellen Wroe | [ 112 ] |
| A U G U S T         | 12       | W        | Glee The Concert Movie                        | 20th Century Fox                                              | Kevin Tancharoen (regizor); Lea Michele, Cory Monteith, Amber Riley, Chris Colfer, Dianna Agron, Heather Morris, Kevin McHale | [ 113 ] |
| A U G U S T         | 12       | W        | 30 Minutes or Less                            | Columbia Pictures                                             | Ruben Fleischer (regizor); Jesse Eisenberg, Aziz Ansari, Danny McBride, Nick Swardson, Michael Peña | [ 114 ] |
| A U G U S T         | 12       | L        | The Inbetweeners                              | Film 4                                                        | Ben Palmer (regizor); Simon Bird, Joe Thomas, Blake Harrison, James Buckley, Emily Head, Emily Atack, Belinda Stewart-Wilson Greg Davies | [ 115 ] |
| A U G U S T         | 19       | W        | Conan the Barbarian                           | Lionsgate                                                     | Marcus Nispel (regizor); Thomas Dean Donnelly, Joshua Oppenheimer, Sean Hood (scenarist); Jason Momoa, Ron Perlman, Stephen Lang, Rachel Nichols, Rose McGowan, Said Taghmaoui, Leo Howard, Steve O'Donnell, Raad Rawi Fisher, Nonso Anozie, Bob Sapp, Milton Welsh | [ 116 ] |
| A U G U S T         | 19       | W        | Fright Night                                  | DreamWorks Pictures / Touchstone Pictures                     | Craig Gillespie (regizor); Anton Yelchin, Colin Farrell, Imogen Poots, Toni Collette, David Tennant, Christopher Mintz-Plasse | [ 117 ] |
| A U G U S T         | 19       | W        | One Day                                       | Focus Features                                                | Lone Scherfig (regizor); David Nicholls (scenarist); Anne Hathaway, Jim Sturgess, Patricia Clarkson, Rafe Spall, Ken Stott, Romola Garai | [ 118 ] |
| A U G U S T         | 19       | W        | Spy Kids 4: All the Time in the World 3D      | Dimension Films                                               | Robert Rodriguez (regizor/scenarist); Jessica Alba, Daryl Sabara, Rowan Blanchard, Mason Cook, Joel McHale, Jeremy Piven, Antonio Banderas, Danny Trejo, Alexa Vega | [ 119 ] |
| A U G U S T         | 26       | W        | Colombiana                                    | TriStar Pictures                                              | Olivier Megaton (regizor); Luc Besson, Robert Mark Kamen (scenarist); Zoe Saldana, Michael Vartan, Cliff Curtis, Callum Blue | [ 120 ] |
| A U G U S T         | 26       | W        | Don't Be Afraid of the Dark                   | FilmDistrict / Miramax Films                                  | Troy Nixey (regizor); Guillermo del Toro, Matthew Robbins (scenarist); Katie Holmes, Guy Pearce, Bailee Madison, Jack Thompson | [ 121 ] |
| A U G U S T         | 26       | W        | Our Idiot Brother                             | The Weinstein Company                                         | Jesse Peretz (regizor); Evgenia Peretz, David Schisgall (scenarist); Paul Rudd, Elizabeth Banks, Zooey Deschanel, Emily Mortimer, Steve Coogan, Hugh Dancy, Rashida Jones, Kathryn Hahn, Shirley Knight, Janet Montgomery | [ 122 ] |
| A U G U S T         | 31       | W        | The Debt                                      | Focus Features / Miramax Films                                | John Madden (regizor); Matthew Vaughn, Jane Goldman, Peter Straughan (scenarist); Sam Worthington, Helen Mirren, Ciarán Hinds, Tom Wilkinson, Jessica Chastain, Jesper Christensen, Marton Csokas | [ 123 ] |
| S E P T E M B R I E | 2        | W        | Apollo 18                                     | The Weinstein Company                                         | Gonzalo Lopez-Gallego (regizor); Brian Miller (scenarist) | [ 124 ] |
| S E P T E M B R I E | 2        | W        | Shark Night 3D                                | Rogue Pictures                                                | David R. Ellis (regizor); Jesse Studenberg, Will Hayes (scenarist); Sara Paxton, Joel David Moore, Dustin Milligan, Alyssa Diaz, Chris Carmack, Katherine McPhee, Donal Logue, Sinqua Walls, Chris Zylka | [ 125 ] |
| S E P T E M B R I E | 9        | W        | Bucky Larson: Born to Be a Star               | Columbia Pictures                                             | Tom Brady (regizor); Adam Sandler, Allen Covert, Nick Swardson (scenarist); Nick Swardson, Christina Ricci, Stephen Dorff, Don Johnson | [ 126 ] |
| S E P T E M B R I E | 9        | W        | Contagion                                     | Warner Bros.                                                  | Steven Soderbergh (regizor); Scott Z. Burns (scenarist); Matt Damon, Kate Winslet, Jude Law, Gwyneth Paltrow, Marion Cotillard, Laurence Fishburne | [ 127 ] |
| S E P T E M B R I E | 9        | W        | Warrior                                       | Lionsgate                                                     | Gavin O'Connor (regizor); Joel Edgerton, Tom Hardy, Jennifer Morrison, Nick Nolte, Frank Grillo, Kurt Angle | [ 128 ] |
| S E P T E M B R I E | 16       | W        | Drive                                         | FilmDistrict                                                  | Nicolas Winding Refn (regizor/scenarist); Hossein Amini (scenarist); Ryan Gosling, Carey Mulligan, Bryan Cranston, Ron Perlman, Albert Brooks, Christina Hendricks, Oscar Isaac | [ 129 ] |
| S E P T E M B R I E | 16       | W        | I Don't Know How She Does It                  | The Weinstein Company                                         | Douglas McGrath (regizor); Aline Brosh McKenna (scenarist); Sarah Jessica Parker, Pierce Brosnan, Greg Kinnear, Olivia Munn, Christina Hendricks, Kelsey Grammer, Seth Meyers, Jane Curtin | [ 130 ] |
| S E P T E M B R I E | 16       | W        | Johnny English Reborn                         | Universal Pictures                                            | Oliver Parker (regizor); Hamish McColl, William Davies (scenarist); Rowan Atkinson, Ben Miller, Daniel Kaluuya, Rosamund Pike, Dominic West, Gillian Anderson | [ 131 ] |
| S E P T E M B R I E | 16       | W        | Straw Dogs                                    | Screen Gems                                                   | Rod Lurie (regizor/scenarist); James Marsden, Kate Bosworth, Alexander Skarsgård, Dominic Purcell, James Woods, Willa Holland, Laz Alonso | [ 132 ] |
| S E P T E M B R I E | 16       | R        | The Lion King 3D                              | Walt Disney Pictures                                          | Roger Allers, Rob Minkoff (regizors); Irene Mecchi, Jonathan Roberts, Linda Woolverton (scenarist); Matthew Broderick, Jeremy Irons, James Earl Jones | [ 133 ] |
| S E P T E M B R I E | 23       | W        | Abduction                                     | Lionsgate                                                     | John Singleton (regizor); Shawn Christensen, Jeffrey Nachmanoff (scenarist); Taylor Lautner, Lily Collins, Alfred Molina, Jason Isaacs, Maria Bello, Sigourney Weaver, Michael Nyqvist, Denzel Whitaker, Tim Griffin, Elisabeth Röhm | [ 134 ] |
| S E P T E M B R I E | 23       | W        | Dolphin Tale                                  | Warner Bros.                                                  | Charles Martin Smith (regizor); Karen Janszen, Noam Dromi (scenarist); Harry Connick, Jr., Ashley Judd, Morgan Freeman, Nathan Gamble, Kris Kristofferson | [ 135 ] |
| S E P T E M B R I E | 23       | W        | Killer Elite                                  | Open Road Films                                               | Gary McKendry (regizor/scenarist); Matt Sherring (scenarist); Jason Statham, Clive Owen, Robert De Niro, Dominic Purcell, Yvonne Strahovski, Aden Young, Ben Mendelsohn, Lachy Hulme, Firass Dirani, Grant Bowler, Adewale Akinnuoye-Agbaje | [ 136 ] |
| S E P T E M B R I E | 23       | W        | Moneyball                                     | Columbia Pictures                                             | Bennett Miller (regizor); Aaron Sorkin, Steve Zaillian, Stan Chervin (scenarist); Brad Pitt, Jonah Hill, Robin Wright Penn, Philip Seymour Hoffman, Stephen Bishop, Kathryn Morris, Chris Pratt | [ 137 ] |
| S E P T E M B R I E | 30       | W        | Courageous                                    | TriStar Pictures / Sherwood Pictures                          | Alex Kendrick (regizor/scenarist); Stephen Kendrick (scenarist); Alex Kendrick, Kevin Downes, Ken Bevel, Ben Davies, Matt Hardwick | [ 138 ] |
| S E P T E M B R I E | 30       | W        | Dream House                                   | Universal Pictures                                            | Jim Sheridan (regizor); David Loucka (scenarist); Daniel Craig, Rachel Weisz, Naomi Watts, Marton Csokas, Elias Koteas, Jane Alexander | [ 139 ] |
| S E P T E M B R I E | 30       | W        | 50/50                                         | Summit Entertainment                                          | Jonathan Levine (regizor); Will Reiser (scenarist); Seth Rogen, Joseph Gordon-Levitt, Anna Kendrick, Bryce Dallas Howard, Anjelica Huston, Philip Baker Hall | [ 140 ] |
| S E P T E M B R I E | 30       | W        | What's Your Number?                           | 20th Century Fox                                              | Mark Mylod (regizor); Jennifer Crittenden, Gabrielle Allan (scenarist); Anna Faris, Chris Evans, Zachary Quinto, Ari Graynor, Andy Samberg, Ed Begley, Jr., Thomas Lennon, Joel McHale, Dave Annable | [ 141 ] |

### Octombrie–Decembrie
| Premiera          | Premiera | Premiera | Titlu                                    | Studio                                                      | Distribuție, producție | Ref.    |
| ----------------- | -------- | -------- | ---------------------------------------- | ----------------------------------------------------------- | --- | ------- |
| O C T O M B R I E | 7        | W        | The Ides of March                        | Sony Pictures                                               | George Clooney (regizor/scenarist); Grant Heslov, Beau Willimon (scenarist); George Clooney, Ryan Gosling, Paul Giamatti, Marisa Tomei, Phillip Seymour Hoffman, Evan Rachel Wood, Max Minghella | [ 142 ] |
| O C T O M B R I E | 7        | W        | Real Steel                               | DreamWorks Pictures / Touchstone Pictures                   | Shawn Levy (regizor); John Gatins (scenarist); Hugh Jackman, Kevin Durand, Evangeline Lilly, Anthony Mackie, Dakota Goyo | [ 143 ] |
| O C T O M B R I E | 7        | W        | Wanderlust                               | Universal Pictures                                          | David Wain (regizor/scenarist); Ken Marino (scenarist); Paul Rudd, Jennifer Aniston, Malin Akerman, Justin Theroux, Ken Marino, Lauren Ambrose, Joe Lo Truglio, Kerri Kenney, Kathryn Hahn, Ray Liotta, Alan Alda | [ 144 ] |
| O C T O M B R I E | 7        | L        | Martha Marcy May Marlene                 | Fox Searchlight Pictures                                    | Sean Durkin (regizor/scenarist); Elizabeth Olsen, Sarah Paulson, John Hawkes, Hugh Dancy | [ 145 ] |
| O C T O M B R I E | 7        | L        | The Skin I Live In                       | Sony Pictures Classics                                      | Pedro Almodovar (regizor/scenarist); Antonio Banderas, Elena Anaya | [ 146 ] |
| O C T O M B R I E | 14       | W        | The Big Year                             | 20th Century Fox                                            | David Frankel (regizor); Howard Franklin (scenarist); Jack Black, Steve Martin, Owen Wilson, Rashida Jones, Angelica Huston, Jim Parsons, Rosamund Pike, JoBeth Williams, Brian Dennehy, Dianne Wiest, Anthony Anderson, Tim Blake Nelson, Kevin Pollak, Joel McHale | [ 147 ] |
| O C T O M B R I E | 14       | W        | Footloose                                | Paramount Pictures                                          | Craig Brewer (regizor/scenarist); Kenny Wormald, Julianne Hough, Dennis Quaid, Andie MacDowell, Miles Teller | [ 148 ] |
| O C T O M B R I E | 14       | W        | The Thing                                | Universal Pictures                                          | Matthijs van Heijningen (regizor); Ronald D. Moore, Eric Heisserer (scenarist); Mary Elizabeth Winstead, Adewale Akinnuoye-Agbaje, Joel Edgerton, Jonathan Lloyd Walker | [ 149 ] |
| O C T O M B R I E | 14       | L        | Take Shelter                             | Sony Pictures Classics                                      | Jeff Nichols (regizor/scenarist); Michael Shannon, Jessica Chastain | [ 150 ] |
| O C T O M B R I E | 19       | L        | Red State                                | SModcast Pictures                                           | Kevin Smith (regizor/scenarist); Michael Parks, John Goodman, Melissa Leo, Stephen Root, Michael Angarano, Kyle Gallner, Anna Gunn | [ 151 ] |
| O C T O M B R I E | 21       | W        | The Mighty Macs                          | Freestyle Releasing                                         | Tim Chambers (scenarist); Carla Gugino, David Boreanaz, Marley Shelton | [ 152 ] |
| O C T O M B R I E | 21       | W        | Paranormal Activity 3                    | Paramount Pictures                                          | Henry Joost, Ariel Schulman (regizors); Christopher B. Landon (scenarist) | [ 153 ] |
| O C T O M B R I E | 21       | W        | The Three Musketeers                     | Summit Entertainment                                        | Paul W. S. Anderson (regizor); Andrew Davies, Alex Litvalk (scenarist); Logan Lerman, Matthew Macfadyen, Ray Stevenson, Luke Evans, Milla Jovovich, Juno Temple, Christoph Waltz, Orlando Bloom, Mads Mikkelsen, Gabriella Wilde | [ 154 ] |
| O C T O M B R I E | 28       | W        | Anonymous                                | Columbia Pictures                                           | Roland Emmerich (regizor); John Orloff (scenarist); Rhys Ifans, Vanessa Redgrave, Joely Richardson, David Thewlis, Xavier Samuel, Sebastian Armesto, Rafe Spall, Edward Hogg, Jamie Campbell Bower, Derek Jacobi | [ 155 ] |
| O C T O M B R I E | 28       | W        | In Time                                  | 20th Century Fox                                            | Andrew Niccol (regizor/scenarist); Justin Timberlake, Amanda Seyfried, Cillian Murphy, Alex Pettyfer, Olivia Wilde, Vincent Kartheiser, Johnny Galecki, Matthew Bomer | [ 156 ] |
| O C T O M B R I E | 28       | W        | The Rum Diary                            | FilmDistrict                                                | Bruce Robinson (regizor/scenarist); Johnny Depp, Amber Heard, Aaron Eckhart, Giovanni Ribisi | [ 157 ] |
| O C T O M B R I E | 28       | W        | Safe                                     | Lionsgate                                                   | Boaz Yakin (regizor/scenarist); Jason Statham, Danni Lang, James Colby | [ 158 ] |
| O C T O M B R I E | 28       | L        | Like Crazy                               | Paramount Vantage                                           | Drake Doremus (regizor); Drake Doremus, Ben York Jones (scenarist); Anton Yelchin, Felicity Jones, Jennifer Lawrence, Charlie Bewley | [ 159 ] |
| N O I E M B R I E | 4        | W        | Puss in Boots                            | Paramount Pictures / DreamWorks Animation                   | Chris Miller (regizor/scenarist); Tom Wheeler (scenarist); Antonio Banderas, Salma Hayek, Zach Galifianakis, Billy Bob Thornton, Amy Sedaris, Guillermo del Toro | [ 160 ] |
| N O I E M B R I E | 4        | W        | Tower Heist                              | Universal Pictures                                          | Brett Ratner (regizor); Adam Cooper, Bill Collage, Russell Gewirtz, Rawson Marshall Thurber, Ted Griffin, Leslie Dixon, Noah Baumbach, Jeff Nathanson (scenarist); Ben Stiller, Eddie Murphy, Matthew Broderick, Alan Alda, Casey Affleck, Téa Leoni, Stephen Henderson, Judd Hirsch, Gabourey Sidibe, Michael Pena | [ 161 ] |
| N O I E M B R I E | 4        | W        | A Very Harold & Kumar Christmas          | New Line Cinema                                             | Todd Strauss-Schulson (regizor); Jon Hurwitz, Hayden Schlossberg (scenarist); John Cho, Kal Penn, Neil Patrick Harris, Paula Garces, Danneel Harris, Bobby Lee, Eddie Kaye Thomas, Tom Lennon, Danny Trejo, Amir Blumenfield, David Burtka, Fred Melamed, Patton Oswalt, Richard Riehle | [ 162 ] |
| N O I E M B R I E | 11       | W        | Immortals                                | Relativity Media                                            | Tarsem Singh (regizor); Charlie Parlapanides, Vlas Parlapanides (scenarist); Henry Cavill, Stephen Dorff, Luke Evans, Kellan Lutz, Freida Pinto, John Hurt, Isabel Lucas, Mickey Rourke | [ 163 ] |
| N O I E M B R I E | 11       | W        | Jack and Jill                            | Columbia Pictures                                           | Dennis Dugan (regizor); Steve Koren (scenarist); Adam Sandler, Katie Holmes | [ 164 ] |
| N O I E M B R I E | 18       | W        | Happy Feet Two                           | Warner Bros.                                                | George Miller (regizor/scenarist); Elijah Wood, Robin Williams, Brad Pitt, Matt Damon, Hank Azaria, Pink, Elizabeth Daily | [ 165 ] |
| N O I E M B R I E | 18       | W        | Tinker, Tailor, Soldier, Spy             | Focus Features                                              | Tomas Alfredson (regizor); Bridget O'Connor, Peter Straughan (scenarist); Gary Oldman, Colin Firth, Tom Hardy, Ciaran Hinds, Stephen Graham, Mark Strong, Benedict Cumberbatch, Toby Jones, Simon McBurney | [ 166 ] |
| N O I E M B R I E | 18       | W        | The Twilight Saga: Breaking Dawn: Part 1 | Summit Entertainment                                        | Bill Condon (regizor); Melissa Rosenberg (scenarist); Kristen Stewart, Robert Pattinson, Taylor Lautner, Peter Facinelli, Ashley Greene, Kellan Lutz, Jackson Rathbone, Elizabeth Reaser, Nikki Reed, Billy Burke, Rami Malek, Maggie Grace, Mackenzie Foy, Tracey Heggins, Judi Shekoni, Omar Metwally, Andrea Gabriel, Angela Sarafyan, Marlene Barnes, Lisa Howard, Patrick Brennan, Noel Fisher, Guri Weinberg, Lee Pace, Toni Trucks, Bill Tangradi, Erik Odom, Valorie Curry, Joe Anderson, Olga Fonda, Janelle Froehlich, Masami Kosaka, Sebastiao Lemos, Amadou Ly, Ty Olsson, Wendell Pierce, Carolina Virguez | [ 167 ] |
| N O I E M B R I E | 18       | L        | Carnage                                  | Sony Pictures Classics                                      | Roman Polanski (regizor/scenarist); Yasmina Risa (scenarist) John C. Reilly, Jodie Foster, Christoph Waltz, Kate Winslet | [ 168 ] |
| N O I E M B R I E | 23       | W        | Arthur Christmas                         | Columbia Pictures / Sony Pictures Animation                 | Sarah Smith (regizor/scenarist); Barry Cook (regizor); Peter Baynham (scenarist); James McAvoy, Hugh Laurie, Jim Broadbent, Bill Nighy, Imelda Staunton, Ashley Jensen | [ 169 ] |
| N O I E M B R I E | 23       | W        | Hugo                                     | Paramount Pictures                                          | Martin Scorsese (regizor); John Logan (scenarist); Ben Kingsley, Sacha Baron Cohen, Asa Butterfield, Chloe Moretz, Jude Law, Ray Winstone, Christopher Lee, Richard Griffiths, Emily Mortimer, Frances de la Tour, Helen McCrory, Michael Stuhlbarg | [ 170 ] |
| N O I E M B R I E | 23       | W        | The Muppets                              | Walt Disney Pictures                                        | James Bobin (regizor); Jason Segel, Nicholas Stoller (scenarist); Jason Segel, Amy Adams, Chris Cooper, Rashida Jones, Alan Arkin, Jack Black, Billy Crystal, Zach Galifianakis, Kathy Griffin, Ricky Gervais, Emily Blunt | [ 171 ] |
| N O I E M B R I E | 23       | W        | Piranha 3DD                              | Dimension Films                                             | John Gulager (regizor); Patrick Melton, Marcus Dunstan (scenarist); Danielle Panabaker, Matt Bush, Chris Zylka, David Koechner, Meagan Tandy, Paul James Jordan, Jean-Luc Bilodeau, Hector Jimenez, Adrian Martinez, Clu Gulager, Gary Busey, Katrina Bowden, Christopher Lloyd, Ving Rhames, Paul Scheer, David Hasselhoff | [ 172 ] |
| D E C E M B R I E | 2        | L        | Coriolanus                               | The Weinstein Company                                       | Ralph Fiennes (regizor); John Logan (scenarist); Ralph Fiennes, Gerard Butler, Vanessa Redgrave, Brian Cox | [ 173 ] |
| D E C E M B R I E | 9        | W        | New Year's Eve                           | New Line Cinema                                             | Garry Marshall (regizor); Katherine Fugate (scenarist); Ashton Kutcher, Robert De Niro, Lea Michele, Abigail Breslin, Hilary Swank, Michelle Pfeiffer, Josh Duhamel, Sofia Vergara, Jessica Biel, Sarah Jessica Parker, Katherine Heigl, Zac Efron, Sienna Miller, Ice Cube, Seth Meyers, Alyssa Milano, Halle Berry, Carla Gugino | [ 174 ] |
| D E C E M B R I E | 9        | W        | The Sitter                               | 20th Century Fox                                            | David Gordon Green (regizor); Brian Gatewood, Alessandro Tanaka (scenarist); Jonah Hill, Sam Rockwell, Ari Graynor, Max Records, Miriam McDonald, J. B. Smoove, D. W. Moffett | [ 175 ] |
| D E C E M B R I E | 16       | W        | Alvin and the Chipmunks: Chip-Wrecked    | 20th Century Fox                                            | Mike Mitchell (regizor); Jason Lee, Evan Rachel Wood, Zachary Levi, Justin Long, Matthew Gray Gubler, Jesse McCartney, Christina Applegate, Anna Faris, Amy Poehler | [ 176 ] |
| D E C E M B R I E | 16       | W        | Mission: Impossible – Ghost Protocol     | Paramount Pictures / Bad Robot                              | Brad Bird (regizor); Josh Applebaum, Andre Nemec (scenarist); Tom Cruise, Ving Rhames, Jeremy Renner, Josh Holloway, Simon Pegg, Paula Patton, Mikael Nyqvist, Léa Seydoux, Anil Kapoor, Vladimir Mashkov | [ 177 ] |
| D E C E M B R I E | 16       | W        | Sherlock Holmes: A Game of Shadows       | Warner Bros.                                                | Guy Ritchie (regizor); Kieran Mulroney, Michele Mulroney (scenarist); Robert Downey, Jr., Jude Law, Rachel McAdams, Jared Harris, Stephen Fry, Eddie Marsan, Noomi Rapace, Geraldine James, Gilles Lellouche | [ 178 ] |
| D E C E M B R I E | 16       | L        | The Descendants                          | Fox Searchlight Pictures                                    | Alexander Payne (regizor/scenarist); Nat Faxon, Jim Rash (scenarist); George Clooney, Judy Greer, Beau Bridges, Matthew Lillard, Robert Forster, Shailene Woodley, Mary Birdsong, Nick Krause, Amara Miller | [ 179 ] |
| D E C E M B R I E | 16       | L        | The Iron Lady                            | The Weinstein Company                                       | Phyllida Lloyd (regizor); Abi Morgan (scenarist); Meryl Streep, Jim Broadbent, Anthony Head | [ 180 ] |
| D E C E M B R I E | 21       | W        | The Girl with the Dragon Tattoo          | Columbia Pictures / MGM                                     | David Fincher (regizor); Steve Zaillian (scenarist); Daniel Craig, Rooney Mara, Stellan Skarsgård, Robin Wright, Christopher Plummer, Joely Richardson, Steven Berkoff, David Dencik, Alexandra Daddario, Goran Visnjic | [ 181 ] |
| D E C E M B R I E | 23       | W        | The Adventures of Tintin                 | Paramount Pictures / Columbia Pictures / Nickelodeon Movies | Steven Spielberg (regizor); Steven Moffat, Edgar Wright, Joe Cornish (scenarist); Jamie Bell, Daniel Craig, Andy Serkis, Simon Pegg, Nick Frost, Gad Elmaleh, Toby Jones, Mackenzie Crook | [ 182 ] |
| D E C E M B R I E | 23       | W        | The Darkest Hour                         | Summit Entertainment                                        | Chris Gorak (regizor); Les Bohem, Jon Spaihts (scenarist); Emile Hirsch, Olivia Thirlby, Rachel Taylor, Max Minghella, Joel Kinnaman | [ 183 ] |
| D E C E M B R I E | 23       | W        | We Bought a Zoo                          | 20th Century Fox                                            | Cameron Crowe (regizor); Aline Brosh McKenna (scenarist); Matt Damon, Thomas Haden Church, Scarlett Johansson, John Michael Higgins, Colin Ford, Angus MacFadyen | [ 184 ] |
| D E C E M B R I E | 23       | L        | In the Land of Blood and Honey           | FilmDistrict                                                | Angelina Jolie (regizor/scenarist); Zana Marjanovic, Goran Kostic, Rade Serbedzija | [ 185 ] |
| D E C E M B R I E | 28       | W        | War Horse                                | DreamWorks Pictures / Touchstone Pictures                   | Steven Spielberg (regizor); Lee Hall, Richard Curtis (scenarist); David Thewlis, Benedict Cumberbatch, Jeremy Irvine, Emily Watson, Peter Mullan, Stephen Graham, Nicolas Bro, David Kross, Patrick Kennedy, Tom Hiddleston | [ 186 ] |

## Filmele cu cele mai mari încasări
| Poziție | Titlu                                         | Studio                       | Toată lumea    | SUA și Canada | Marea Britanie | Australia   |
| ------- | --------------------------------------------- | ---------------------------- | -------------- | ------------- | -------------- | ----------- |
| 1       | Harry Potter and the Deathly Hallows – Part 2 | Warner Bros.                 | $1,327,973,020 | $380,873,020  | $113,699,829   | $51,328,689 |
| 2       | Transformers: Dark of the Moon                | Paramount Pictures           | $1,122,022,953 | $352,390,543  | $45,470,012    | $38,820,321 |
| 3       | Pirații din Caraibe: Pe ape și mai tulburi    | Walt Disney Pictures         | $1,039,571,802 | $241,071,802  | $54,187,325    | $29,006,640 |
| 4       | Kung Fu Panda 2                               | DreamWorks Animation         | $663,024,542   | $165,249,063  | $25,868,121    | $20,219,645 |
| 5       | Fast Five                                     | Universal Pictures           | $626,137,675   | $209,837,675  | $30,243,825    | $26,794,607 |
| 6       | The Hangover Part II                          | Warner Bros.                 | $581,464,305   | $254,464,305  | $53,496,869    | $35,371,018 |
| 7       | The Smurfs                                    | Columbia Pictures            | $557,771,535   | $141,271,535  | $26,348,583    | $17,524,285 |
| 8       | Mașini 2                                      | Walt Disney Pictures / Pixar | $551,644,894   | $191,244,894  | $24,894,721    | $20,811,602 |
| 9       | Rio                                           | 20th Century Fox             | $483,866,518   | $143,619,809  | $21,578,418    | $17,230,382 |
| 10      | Rise of the Planet of the Apes                | 20th Century Fox             | $468,940,806   | $176,140,806  | $22,521,717    | $20,135,378 |

## Premii

### Oscar
- Cel mai bun film:
- Cel mai bun actor:
- Cea mai bună actriță:
- Cel mai bun film străin:

### César
- Cel mai bun film:
- Cel mai bun actor:
- Cea mai bună actriță:
- Cel mai bun film străin:

### Globul de Aur
- Dramă
- Cel mai bun film:
- Cel mai bun actor:
- Cea mai bună actriță:
- Muzical sau comedie
- Cel mai bun film:
- Cel mai bun actor:
- Cea mai bună actriță:

### BAFTA
- Cel mai bun film:
- Cel mai bun actor:
- Cea mai bună actriță:
- Cel mai bun film străin:

### Gopo
- Cel mai bun film:
- Cel mai bun actor:
- Cea mai bună actriță:
- Cel mai bun regizor: